# 艺术宫 (布达佩斯)

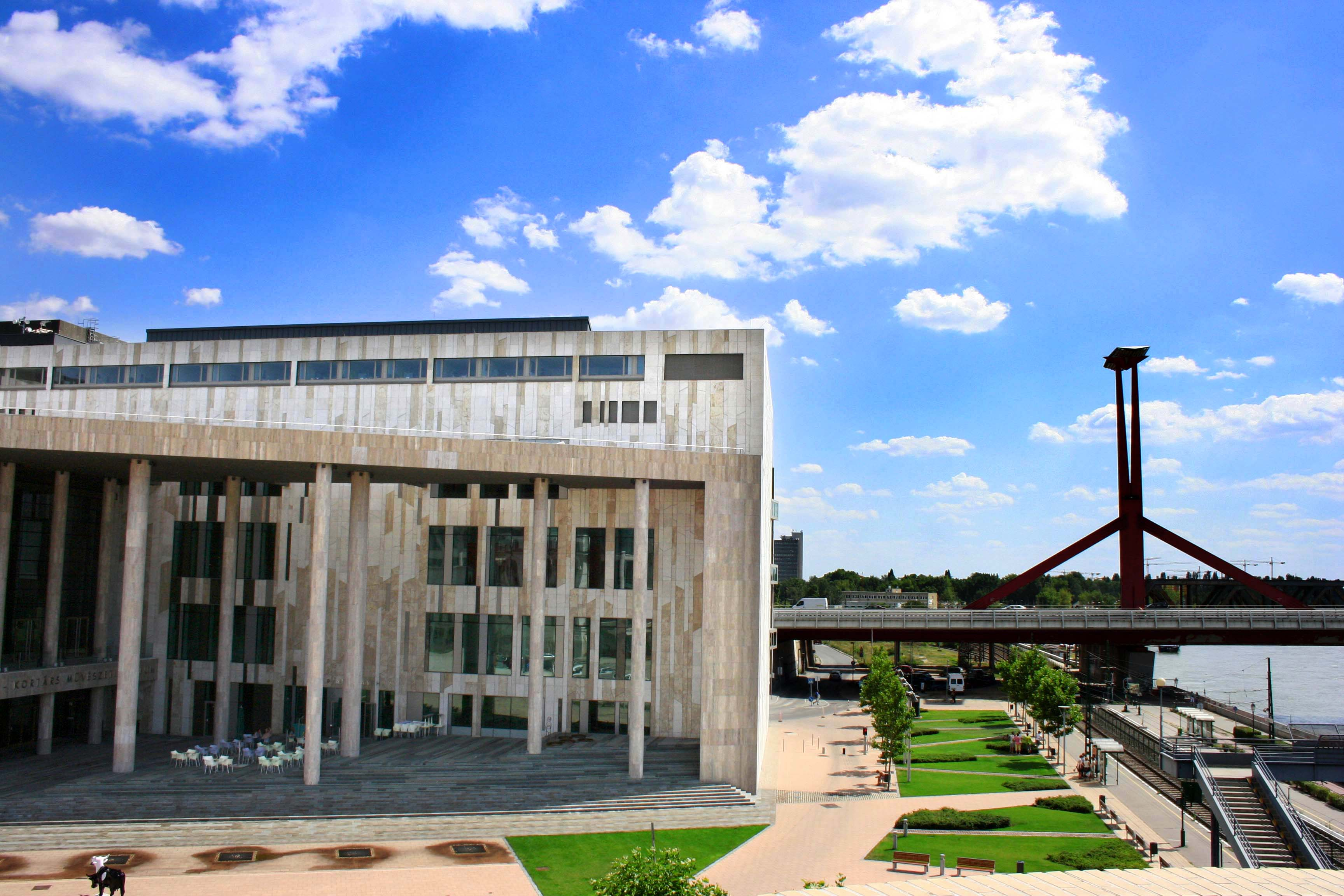

艺术宫（匈牙利语：Müpa Budapest；2005-2015年原名Művészetek Palotája）位于匈牙利布达佩斯弗朗茨城（第九区），靠近拉科奇桥，2005年3月正式开放，由佐波基、德米特和合作伙伴建筑事务所设计。毗邻的国家剧院于2002年开业。艺术宫和国家剧院都是布达佩斯新千年城市中心的一部分。
艺术宫的建筑占地面积为10,000平方米，建筑总面积为70,000平方米。它在2006年获得卓越大奖（Prix d'Excellence）。总经理是克萨巴·凯尔。

## 表演艺术和其他设施
- 巴托克国家音乐厅高25米，宽25米，长52米，可容纳1699人。这座音乐厅采用了声学专家拉塞尔·约翰逊设计的音响效果，他告诉华尔街日报“在两三年的时间里，匈牙利音乐家说这是世界上最好的音乐厅。”[6] 音乐厅的管风琴于2006年5月22日揭幕。[7] 它是欧洲最大的管风琴之一。
- 路德维希博物馆是一家当代艺术博物馆，收藏了毕加索、戴维·霍克尼、汤姆·韦瑟尔曼、理查德·埃斯特斯以及现代匈牙利大师的画作。
- 节日剧场位于艺术宫大楼的东部，可容纳452人，拥有最先进的技术。

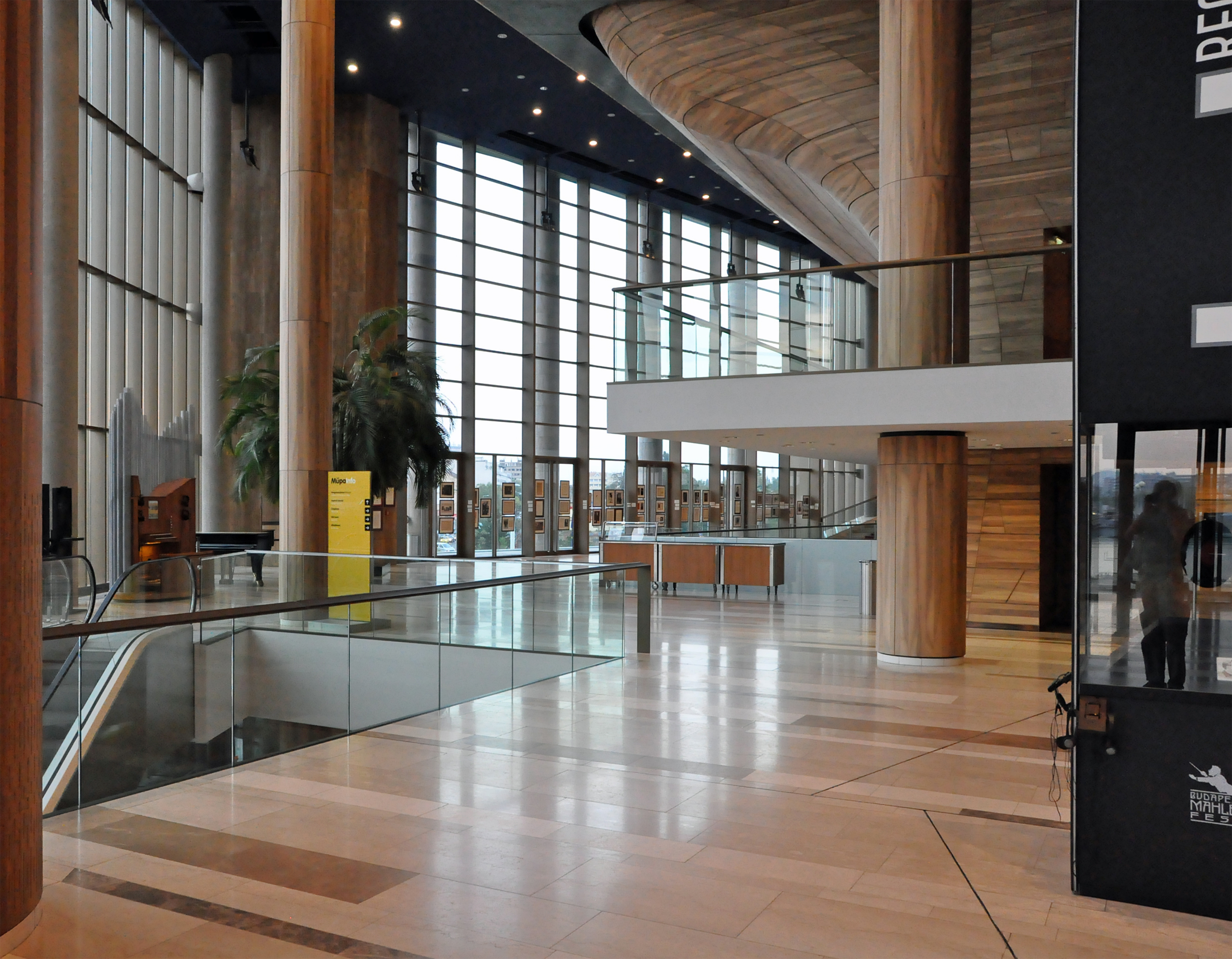
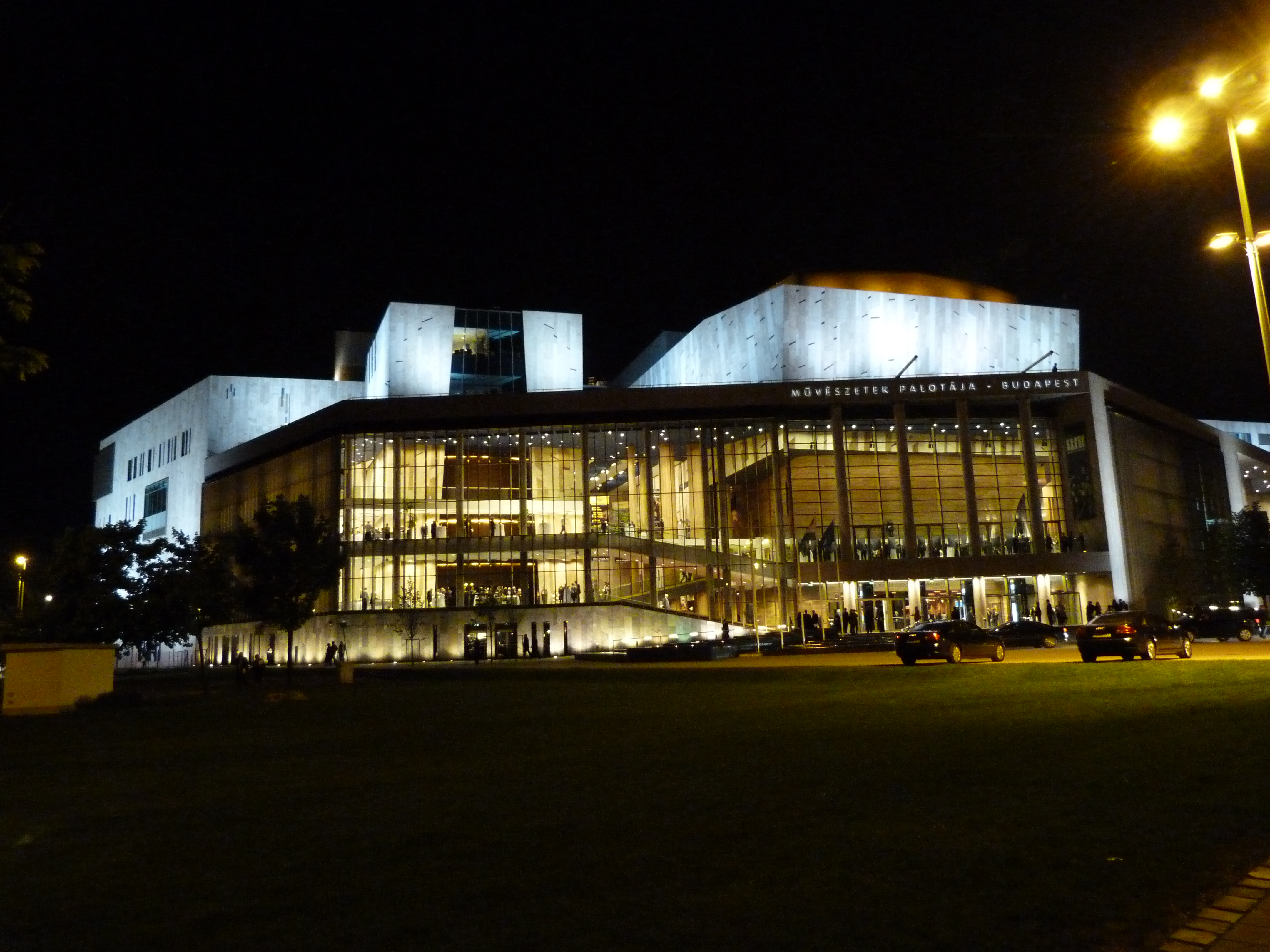
at night
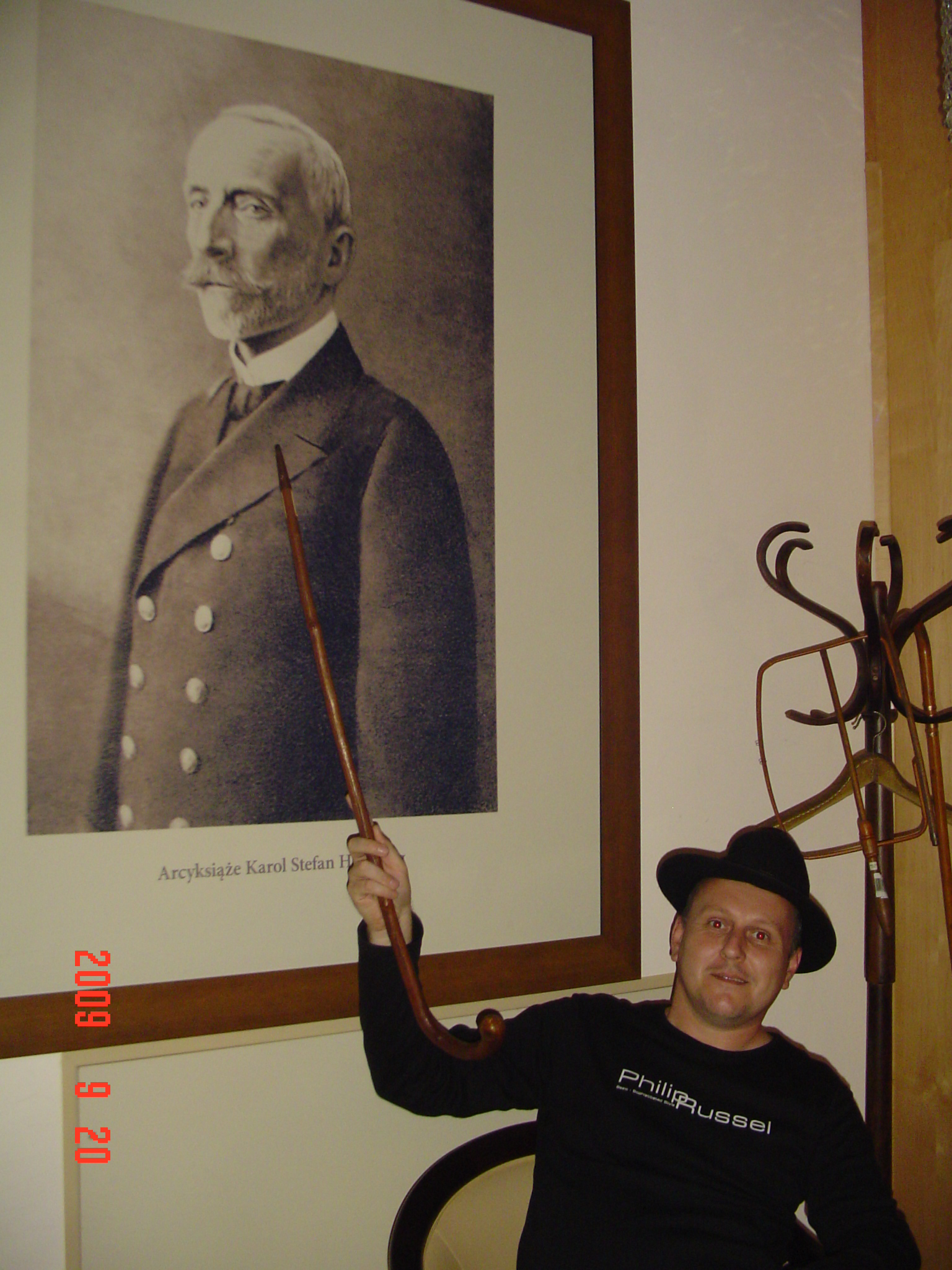
Interior of Müpa Budapest
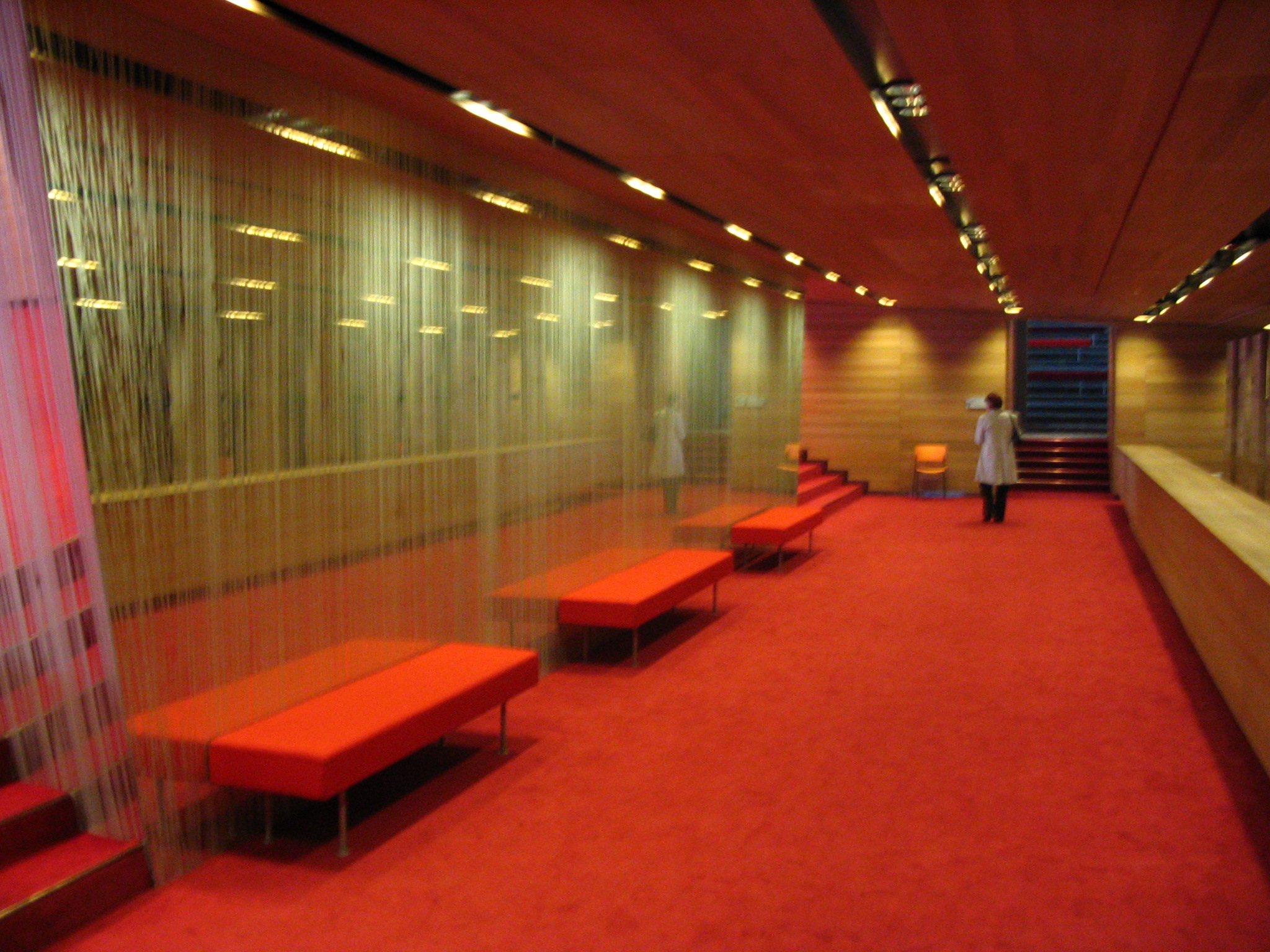
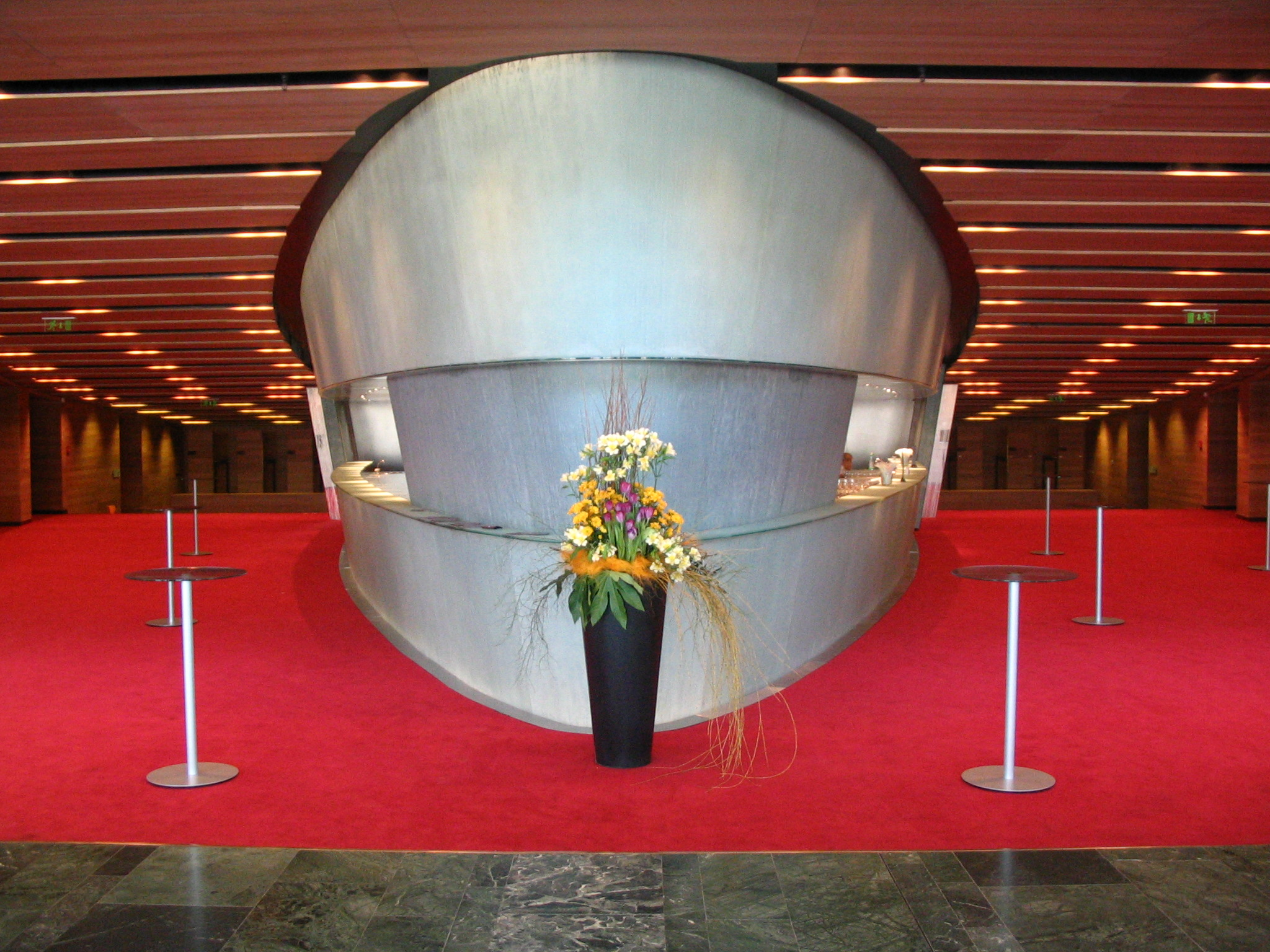